# Nihon Bungeisha
Nihon Bungeisha (株式会社日本文芸社?), talvolta abbreviata in Nichibun (にちぶん?), è una casa editrice giapponese di libri, riviste e manga, i cui uffici risiedono a Chiyoda, quartiere di Tokyo.
La casa editrice è stata fondata nel gennaio 1959 ed è celebre per la pubblicazione della rivista Weekly Manga Goraku, iniziata nel 1968.